# Tretja punska vojna
Tretja punska vojna je potekala med leti 149 in 146 pr. n. št.. S to vojno je bila Kartagina dokončno uničena. Takrat so Rimljani dokončno zmagali in premagali Kartažane. Zmago so dosegli pri kraju Zana.
Rimljani so popolnoma razdejali Kartagino. Njene prebivalce so odpeljali v suženjstvo. Iz mesta so odnesli vse, kar je bilo vredno, zemljo pa so posuli s soljo, da je bila nerodovitna. Območje Kartagine so organizirali v provinco Afrika.